# Cheilopallene brevichela
Cheilopallene brevichela is een zeespin uit de familie Callipallenidae. De soort behoort tot het geslacht Cheilopallene. Cheilopallene brevichela werd in 1961 voor het eerst wetenschappelijk beschreven door Clark. 